# Deolinda Gimo
Deolinda Mulói Gimo (sinh ngày 15 tháng 8 năm 1987), là một cầu thủ bóng rổ người Mozambique. Cô cao 190 cm (6'2 ") và đóng vai trò là Power Forward/Center.